# مصطفی کاما
 مصطفی کاما (زاده ۲۸ ژانویه ۱۹۹۲)، تکواندوکار سنگالی است. 
وی در مسابقات تکواندو قهرمانی آفریقا ۲۰۱۸، نایب قهرمان دسته ۵۴ کیلوگرم مردان شد. 
او دارنده مدال برنز مسابقات ۵۴ کیلوگرم مردان در بازی‌های آفریقایی ۲۰۱۹ است. 